# 산 후안 언덕 전투
산후안 언덕 전투(스페인어: 스페인어: Batalla de las Colinas de San Juan) 또는 산후안 고지 전투는 미국-스페인 전쟁의 주요 전투로, 윌리엄 루퍼스 섀프터와 조지프 휠러가 지휘하는 미국군과 아르세니오 리나레스 이 폼보가 이끄는 스페인군 사이에 벌어졌다. 케틀 언덕과 산후안 언덕이 합쳐져 산후안 고지를 형성하며 벌어진 이 통합 공격은 전쟁에서 가장 중요한 전투 중 하나였고, 산티아고 공방전과 함께 미국 육군의 쿠바 작전의 운명을 결정하는 결정적인 전투였다. 스페인 수비군을 16대 1로 압도하는 미군은 고지를 돌격하여 막대한 사상자를 낸 후 스페인군을 분산시켰다.
스페인과 미국 간의 긴장은 쿠바 독립 전쟁을 진압하려는 스페인의 행동으로 인해 악화되었고, 많은 미국인들은 스페인의 잔학 행위에 대한 과장된 보고로 인해 분개했다. 1898년 1월, 전쟁으로 인한 쿠바 내 미국 이익의 운명을 우려하여 순양함 USS 메인이 그들을 보호하기 위해 파견되었다. 한 달도 채 되지 않아, 순양함은 아바나 항에 정박해 있던 중 폭발하여 267명의 수병이 사망했고, 미국의 대중 매체에서 스페인이 결정적인 증거 없이 범인으로 묘사되면서 미국 여론이 격화되었다. 두 달 후, 전쟁이 선포되었다.
미국군은 이미 관타나모 만 전투에서 병력을 상륙시킨 후, 스페인군과의 결정적인 교전을 위해 내륙으로 이동했다. 양측은 라스과시마스 전투에서 피를 흘렸고, 스페인군은 전략적으로 중요한 산후안 고지를 미국군으로부터 방어하기 위해 이동했다. 일주일 후, 유명한 "러프 라이더스"를 포함한 훨씬 더 큰 미국군이 스페인군으로부터 고지를 확보하기 위해 이동했다. 막대한 사상자를 낸 포격을 견뎌낸 미국군은 언덕을 돌격하여 스페인군을 분산시켰고, 이 과정에서 더 많은 사상자를 냈다. 고지를 위한 싸움은 전쟁 중 가장 피비린내 나고 가장 유명한 전투로 판명되었다.
이 전투는 또한 언론과 새로운 사령관인 시어도어 루스벨트에 의해 언급된 "러프 라이더스"의 "가장 위대한 승리"의 장소가 되었다. 루스벨트는 뉴욕으로 돌아와 즉시 주지사로 선출되었다. 그는 2001년 쿠바에서의 행동으로 명예훈장을 사후 수여받았고, 이 훈장을 받은 유일한 미국 대통령이 되었다.
미국군은 같은 날 엘카네이에서도 또 다른 교전에서 승리했으며, 두 전투 모두 미국-쿠바군의 용맹과 기술, 그리고 스페인 수비군의 용맹과 기술을 부각시켰다. 산티아고에서 스페인군이 항복한 후, 그들은 쿠바를 떠나기로 합의하여 4세기 이상의 스페인 통치를 종식시켰다.

## 배경
스페인 장군 아르세니오 리나레스는 1898년 7월 1일 미국군의 공격에 대비하여 760명의 스페인 육군 정규군에게 산후안 고지를 방어하도록 명령했다. 불분명한 이유로 리나레스는 이 진지를 증원하지 않고, 거의 10,000명의 스페인 예비군을 산티아고데쿠바 시에 주둔시키기로 결정했다.
스페인군의 언덕 요새는 일반적으로 잘 숨겨져 있었지만, 낙하 사격에 적합하게 배치되지 않아 진격하는 미국군에게 반격하기가 더 어려웠다. 대부분의 스페인 요새와 참호선은 군사적 고지 대신 지리적 고지 능선을 따라 배치되었다. 이는 스페인군이 공격하는 미국군이 고지 기슭의 방어 지형에 도달했을 때 진격하는 적군을 명중시키기 어렵다는 것을 의미했다. 그러나 일단 언덕을 오르기 시작하면 공격자들은 수비병들에게 완전히 노출되어 소총과 포병 사격 모두로 미국군을 공격할 수 있었다.
대부분의 스페인군은 최근에 징집된 병사였지만, 그들의 장교들은 쿠바 반군과의 전투에 능숙했다. 스페인군은 지원 포병으로 잘 무장되어 있었고, 모든 스페인 병사들은 고속 무연 화약을 사용하는 현대적인 연발 볼트 액션 무기인 7mm 마우저 M1893 소총으로 무장했다. 이 소총은 미국의 크라그 소총보다 재장전 속도가 빨랐다. 스페인 포병 부대는 주로 현대적인 속사 후장식 대포로 무장했으며, 역시 무연 화약을 사용했다.
미국 정규군과 기병들은 무연 .30 아미 구경의 볼트 액션 크라그 소총으로 무장했다. 그러나 제24 및 25 유색 보병(버팔로 솔저)의 병사들은 여전히 .45-70 흑색 화약 탄약을 발사하는 단발 스프링필드 모델 1873(트랩도어)을 사용했다. 러프 라이더스 기병들은 크라그 소총을 휴대했지만, 러프 라이더스 장교 각자는 루스벨트 대령의 배려로 .30 아미 구경의 M1895 윈체스터 레버 액션 소총을 장비했다. 그러나 미군 3.2인치 포는 구식 설계로, 백 화약 장전과 반동 메커니즘 부족으로 인해 발사 속도가 느렸다. 그들은 또한 덜 강력한 흑색 화약 장전을 사용하여 미군에 대한 지원 사격의 유효 사거리를 제한했다. 미국군은 또한 존 헨리 파커 중위가 지휘하는 4문의 개틀링 건 분견대도 보유하고 있었다. 파커의 병사들은 .30 아미 구경의 콜트 모델 1895 개틀링 4문으로 무장했다. 이 총들은 수동 크랭크식이었지만, 연속 사격 시 분당 700발 이상을 발사할 수 있었고, 더 넓은 사격 범위를 허용하는 회전 마운트가 장착되어 있었다.
윌리엄 루퍼스 섀프터 장군은 약 15,000명의 병력으로 구성된 3개 사단의 제5군단을 지휘했다. 제이컵 F. 켄트는 군단 제1사단을 지휘했고(이 시대의 여단 및 사단 번호는 소속 부대 내에서만 고유했다), 헨리 W. 로턴은 제2사단을 지휘했다. 조지프 휠러는 비기병 기병 사단을 지휘했지만 열병으로 고생하여 새뮤얼 S. 섬너 장군에게 지휘권을 넘겨야 했다. 섀프터의 산티아고데쿠바 공격 계획은 로턴 사단이 북쪽으로 이동하여 엘카네이의 스페인 요새를 점령하는 것으로, 이 임무는 약 2시간이 걸릴 예정이었다. 그런 다음 그들은 산후안 고지 공격을 위해 나머지 병력과 합류할 예정이었다. 나머지 두 사단은 산후안 고지로 직접 이동했으며, 섬너는 중앙에, 켄트는 남쪽에 위치했다. 직접 작전을 지휘하기에는 너무 아픈 섀프터는 고지에서 2 mi (3.2 km) 떨어진 엘포소에 본부를 설치하고 기마 참모 장교를 통해 통신했다.

## 전투 서열

### 미국군

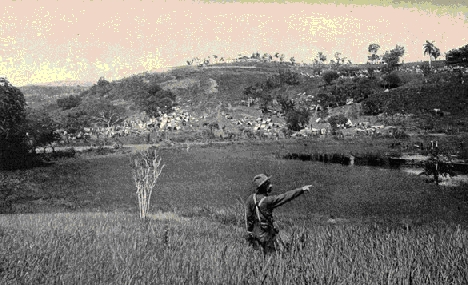
1898년 7월 4일경 미 육군 병사가 케틀 언덕 꼭대기를 가리키는 사진. 배경에는 산후안 언덕의 블록 하우스와 미군 야영지가 보인다.

제5군단 – 소장 윌리엄 루퍼스 섀프터, 군단 작전 장교 – 소장 조지프 휠러 (기병 사단)
- 제1사단 – 준장 제이컵 포드 켄트
  - 제1여단 – 준장 해밀턴 S. 호킨스; 제6 및 16 보병 연대, 71 (뉴욕 의용) 보병 연대로 구성
  - 제2여단 – 대령 에드워드 P. 피어슨; 제2, 10, 21 미 육군 보병 연대로 구성
  - 제3여단 – 대령 찰스 A. 위코프; 제9, 13, 24 (유색) 미 육군 보병 연대로 구성
- 기병 사단 (비기병) – 소장 조지프 휠러; 사단 작전 장교 새뮤얼 S. 섬너 (제1여단)는 휠러 장군이 병으로 인해 전투가 시작될 때 사단을 지휘했다. 휠러는 전투가 진행되자 전선으로 복귀했다.[7]
  - 제1여단 – 준장 새뮤얼 S. 섬너, 여단 작전 장교 헨리 캐럴 중령 (제6기병); 제3 미 육군 기병, 제6 미 육군 기병, 제9 미 육군 기병으로 구성
  - 제2여단 – 준장 레너드 우드;[8] 제1 미 육군 기병, 제10 미 육군 기병, 제1 의용 기병으로 구성

미국의 공격 전선은 다음 연대로 구성되었다. 가장 왼쪽에서 나중에 산후안 언덕으로 알려지게 된 곳을 공격하는 제6 보병, 제9 보병, 제13 보병, 제16 보병, 제24 (유색) 보병, 제10 (유색) 기병(제10 기병은 산후안 고지의 두 높은 지점을 모두 공격한 유일한 부대였다), 가장 오른쪽에는 제3 기병, 제1 의용 기병이 나중에 케틀 언덕으로 알려지게 된 곳을 공격했다.

## 전투

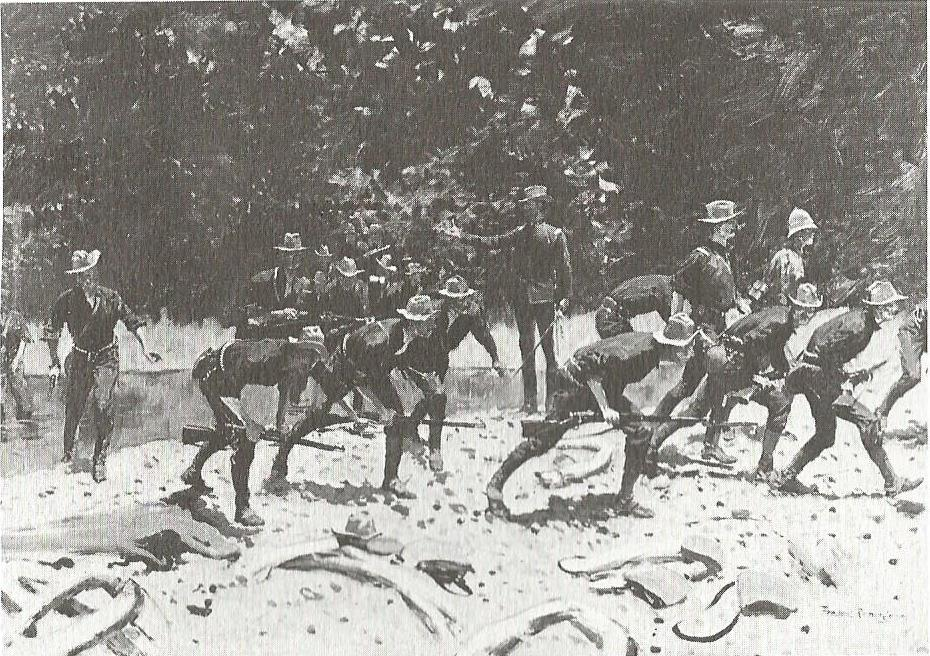
프레데릭 레밍턴의 1898년작 <산후안의 피비린내 나는 여울에서>

### 초기 병력은 산후안 강을 건너 저지당하다
신호대 소대가 열기구를 타고 언덕을 정찰하기 위해 올라갔다. 열기구는 스페인군에게 좋은 표적이 되었다. 호킨스 여단은 이미 새로 발견된 경로를 통과했고 켄트는 찰스 A. 위코프 대령 휘하의 여단을 전진시키라고 명령했다. 위코프는 정오에 길을 따라 내려가기 시작했고, 30분 후 숲에서 나와 마우저 탄환에 맞아 쓰러졌다. 그는 참모 장교들이 그를 후방으로 옮기는 동안 사망했다. 다음 계급인 윌리엄 S. 워스 중령이 지휘권을 맡았지만, 5분 이내에 부상당했다. 에머슨 리스컴 중령이 지휘권을 맡았고, 또 다른 5분 이내에 불능 부상을 입었다. 여단의 4번째 지휘관인 에즈라 P. 에워스 중령이 지휘권을 맡았다. 켄트와 섬너는 공격을 위해 정렬했고 로턴 사단이 엘카네이에서 도착하기를 기다렸다. 로턴은 예정대로 도착하지 않았고, 섀프터나 휠러로부터 아무런 명령도 오지 않았다. 산후안 강을 건너면서 점점 더 많은 병사들이 산후안 언덕 기슭에서 기다렸다. 명령을 기다리면서 그들은 산후안 고지에서 쏟아지는 끊임없는 스페인 마우저 총격에 시달렸다. 병사들은 그들의 위험한 위치를 "지옥의 주머니"와 "피의 여울"이라고 불렀다.

#### 산후안 언덕 공격
병사들이 언덕 기슭에서 기다리는 동안, 해밀턴 호킨스 장군의 제1보병여단은 산후안 고지를 형성하는 두 언덕 중 더 높은 산후안 언덕을 공격할 준비를 하고 있었다. 가장 남쪽 지점은 언덕 꼭대기를 지배하는 스페인 블록하우스, 즉 방어 요새로 가장 잘 알려져 있었다. 기병여단은 그 후 제 위치로 이동했다. 섀프터 장군으로부터 명령을 계속 기다리는 동안, 미국인들은 소총과 포병 사격으로 사상자를 냈다. 사격량이 증가하자, 장교들은 행동을 촉구하기 시작했다.

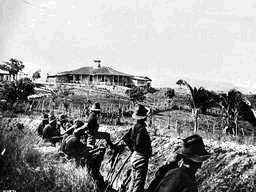
1898년 7월 4일경 산후안 언덕의 참호와 블록하우스를 보여주는 미 육군 사진. 병사들은 제10미국기병연대 소속이다.

제2여단의 제2 및 10 보병 연대는 여단장 E. P. 피어슨 대령의 명령으로 스페인 진지를 향해 진격했다. 미국 전선의 맨 왼쪽에 위치한 두 연대는 좋은 질서를 유지하며 전진하여 스페인 우익의 작은 언덕을 향해 나아갔고, 스페인 척후병 무리를 참호 쪽으로 밀어붙였다. 제6보병연대 소속이었으나 제5군단 내 병자와 열쇠를 앓는 장교들로 인해 일시적으로 제10보병연대 D중대에 배속된 전 여단 참모 장교 쥘 가레쉬 오드 중위(E. O. C. 오드 장군의 아들)는 호킨스 장군에게 특별 요청을 했다. "장군님, 돌격을 명령하시면 제가 선두에 서겠습니다." 호킨스는 "저는 자원자를 받지 않을 것이고, 허가하지도 않을 것이며, 거부하지도 않을 것입니다."라고 답했다. "하나님의 축복과 행운을 빕니다!" 오드 중위는 그 후 제10기병대(제3기병대와 제1의용기병대원)의 오른쪽에 있는 지휘관들에게 그들이 고지를 돌격할 때 "정규군을 지원해 달라"고 요청했다. 오드가 배정된 부대로 돌아왔을 때, 그는 자신의 지휘관인 제10기병대 D중대장 존 비글로 주니어 대위에게 장군과의 대화를 알렸다. 비글로는 오드 중위에게 진격 명령을 내릴 영광을 주었다. 한 손에는 칼을 들고 다른 한 손에는 권총을 든 오드는 일어서서 자신의 부대에 진격을 명령했다. 버팔로 솔저들(제10기병연대원)은 참호에서 나와 언덕 위로 이동했다. 오른쪽의 부대들은 정규군을 지원하기 위해 파급 효과로 앞으로 나아가기 시작했다. 제10기병대의 왼쪽에서는 제24전투병연대(전원 흑인)의 대원들이 함성을 지르며 고지 정상으로 이동했다. 그들은 L. W. V. 케논 대위가 이끄는 E중대를 포함한 제6보병연대의 일부 부대와 제9, 13보병연대의 부대들도 동행했다. 제16보병연대는 선두 대형 뒤를 어느 정도 따랐고, 제71(뉴욕 의용) 보병연대는 처음에 다른 연대들과 함께 진격하지 못하고 후방에 남았다. 부대들이 언덕 위로 진격하기 시작하면서, 그들은 분리되었고, 일부 연대의 대대들은 다른 연대의 대대들 사이에 배치되었다.

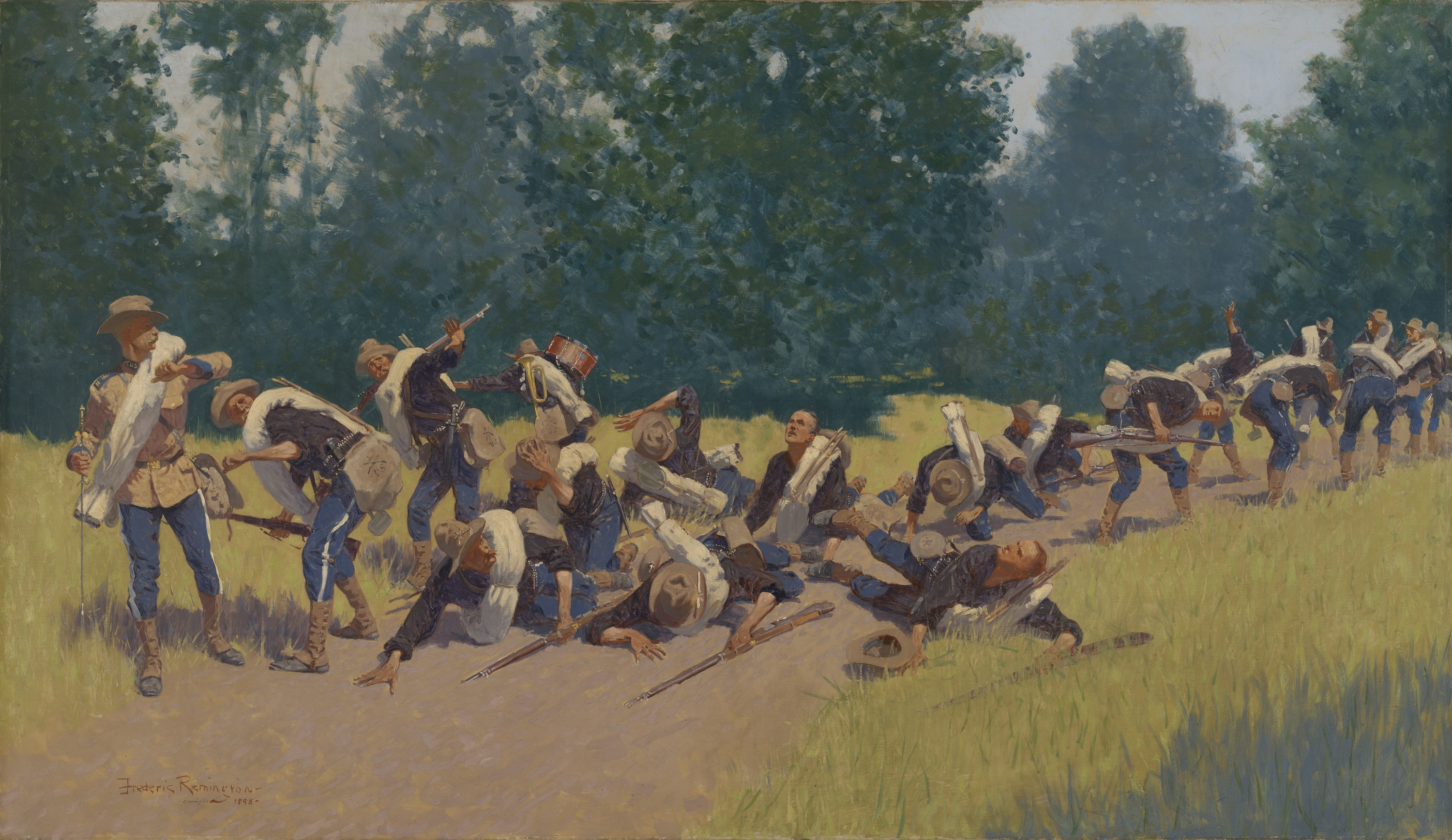
프레데릭 레밍턴의 1898년작, <산후안 언덕의 유탄 비명>

제5군단의 새로 편성된 개틀링 건 분견대는 미 육군이 공격 전투에서 기계총 사격을 이동 화력 지원으로 처음 사용한 사례에 참여했다. 미군의 흑색 화약 포병대가 스페인 진지에 도달할 사거리가 부족했기 때문에, 존 파커 중위의 4문의 .30 구경 10열 총신 개틀링 포대는 원래 포병대의 엄호 사격을 제공하는 것으로 구상되었다. 개틀링 건 분견대는 미군의 공격을 지원하기 위해 전진하라는 명령을 받았고, 파커 중위는 대령으로부터 한 문을 섀프터 장군의 보좌관인 존 D. 마일리 중위에게 붙이고, 나머지 세 문을 "찾을 수 있는 가장 좋은 지점"으로 전진시키라는 명령을 받았다. 파커는 스페인 정규군이 점령한 산후안 언덕 블록하우스와 주변 참호에서 약 600 yd (550 m) 떨어진 곳에 세 문의 개틀링 건을 설치했다. 800 yd (730 m) 떨어진 곳에는 또 다른 능선이 있었고, 그곳에도 스페인군 참호가 있었다. 노출된 분견대는 곧 공격을 받았고, 빠르게 5명이 부상으로 사망하고 다른 이들은 심한 열사병으로 쓰러졌다. 일반적으로 각 개틀링 건을 조작하는 데 4~6명의 병사가 필요했다. 그럼에도 불구하고 병사들은 계속해서 스페인군에게 발포했다. 파커 중위의 세 문의 속사 개틀링 건은 양 언덕을 공격하는 미군에게 엄호 사격을 제공했다. 포수들이 스페인 진지를 쓸어버릴 수 있도록 회전식 마운트가 장착된 세 문의 총은 스페인 방어선에 끊임없고 사기를 꺾는 총탄 세례를 퍼부었다. 산후안 언덕 공격을 목격한 미군 측의 여러 관찰자들은 일부 스페인 방어군이 격렬한 사격을 피하기 위해 참호에서 도망치는 것을 목격했다. 개틀링 건은 파커 중위가 제13보병대 퍼거슨 중위가 우군 사상자를 피하기 위해 발사를 중단하라는 신호로 흰 손수건을 흔드는 것을 목격할 때까지 계속 발포했다. 그 후 미국군의 공격은 언덕 정상에서 약 150 yd (140 m) 떨어진 지점에서 돌격으로 바뀌었다.
윌리엄 오먼 소령은 언덕 정상에 도달한 첫 지휘관이었다. 오드 중위는 산후안 고지 정상에 도달한 첫 번째 사람들 중 하나였다. 스페인군이 도망가자, 오드 중위는 목에 총을 맞아 치명상을 입을 때까지 남아있는 스페인군에게 지원 사격을 지시했다. 호킨스 장군은 곧 부상당했다. 13시 50분, 제13보병대의 아서 아그뉴 일병은 산후안 블록하우스 꼭대기에 있는 스페인 국기를 내렸다. 우드 장군은 켄트 장군에게 취약한 위치를 강화하기 위해 보병을 보내달라고 요청했다. 휠러 장군이 참호에 도착했을 때, 그는 가슴막이를 건설하라고 명령했다. 산후안의 미국군 진지는 산티아고 내부의 포병 사격에 노출되어 있었고, 섀프터 장군은 케틀 언덕의 미국군 진지가 스페인군의 반격에 취약하다고 우려했다. 스페인군의 반격은 오후 늦게 시작되었지만, 산후안 언덕에서 지원되는 개틀링 사격의 도움으로 쉽게 격퇴되었다. 휠러 장군이 섀프터에게 진지를 유지할 수 있다고 확신시켰음에도 불구하고, 섀프터는 철수를 명령했다. 케틀 언덕의 병사들이 철수하기 전에, 휠러 장군은 켄트 장군과 섬너 장군을 불러 그들에게 전선이 유지될 수 있다고 재확인시켰다. 밤새도록 미국군은 증원군을 기다리면서 전선을 강화하는 작업을 했다.

#### 케틀 언덕 공격

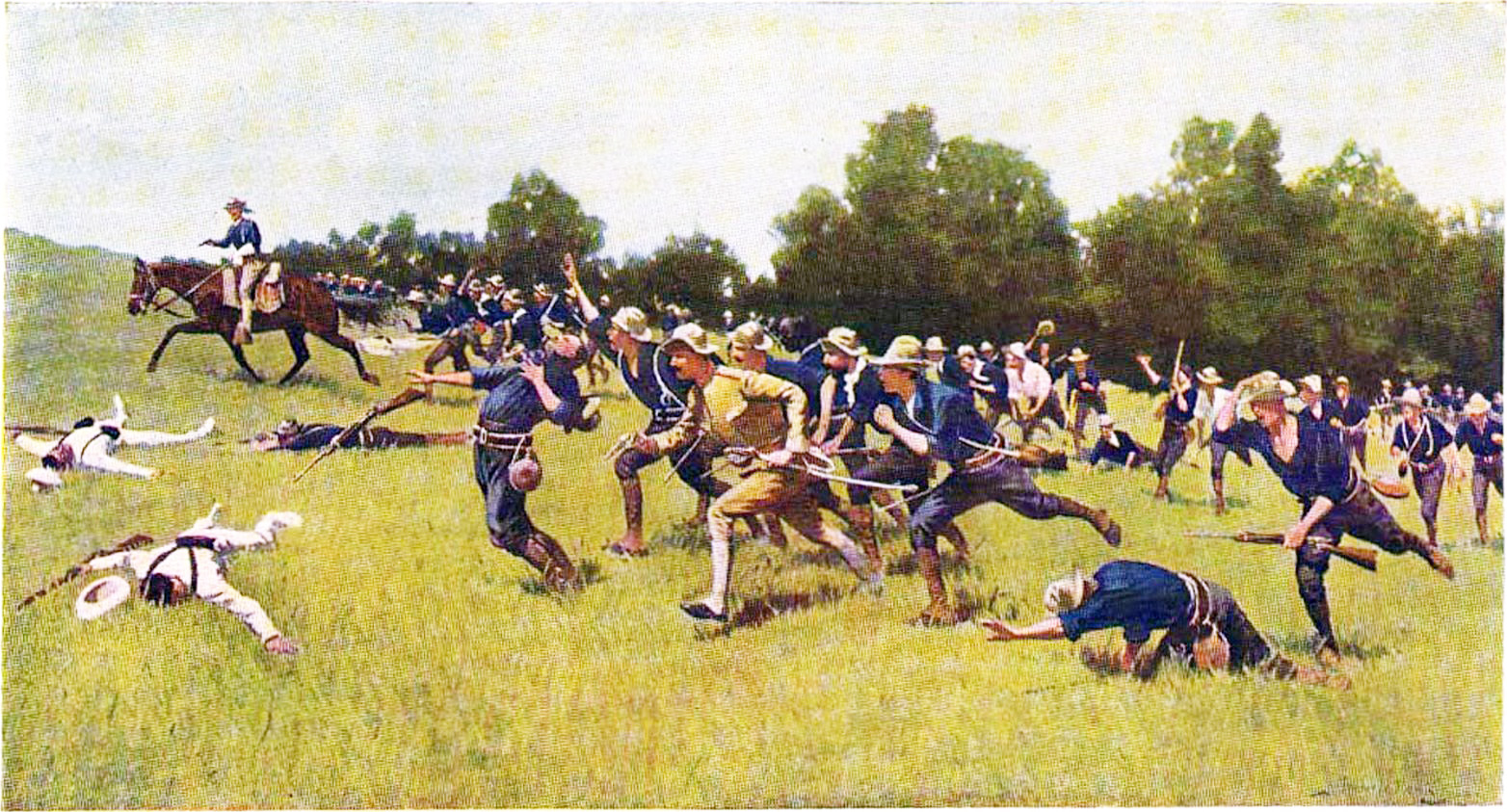
프레데릭 레밍턴의 <산후안 언덕의 러프 라이더스 돌격>. 실제로는 먼저 케틀 언덕을 공격한 다음 산후안 언덕을 공격했다. 시어도어 루스벨트가 말에 타고 있고, 우드버리 케인이 사브르와 권총을 들고 있다.

제1미국 의용 기병대(러프 라이더스)는 제3기병연대와 함께 제10기병대(버팔로 솔저)의 정규군을 지원하며 케틀 언덕으로 거의 동시에 돌격하기 시작했고, 존 H. 파커 중위가 지휘하는 3문의 개틀링 건의 사격 지원을 받았다. 케틀 언덕 공격에서 시어도어 루스벨트 대령과 러프 라이더스에 동행했던 제1 의용 보병대 소속 기병 제시 D. 랭던은 다음과 같이 보고했다.
우리는 스페인군의 사격에 노출되었지만, 우리가 출발하기 직전에 언덕 아래에서 개틀링 건이 발포를 시작하자 모두 "개틀링! 개틀링!"이라고 외쳤고, 우리는 전진했습니다. 개틀링은 참호 꼭대기를 완벽하게 휩쓸었습니다. 파커의 개틀링 건이 없었다면 케틀 언덕을 점령하지 못했을 것입니다.

전투 중 파커의 개틀링 건은 8분 반 동안 약 18,000발(분당 700발 이상의 지속 사격)을 고지 정상의 스페인 방어선에 퍼부었고, 수많은 방어군을 사살하고 나머지는 참호선에서 도망치도록 강요했으며, 여전히 저항하는 자들의 조준을 방해했다. 산후안 언덕을 공격하던 제6보병대 지휘관인 에그버트 대령은 그의 연대가 언덕 정상 근처에서 정지하여 개틀링 사격이 정상과 참호선을 너무 강렬하게 강타하여 사격 중지 명령을 기다려야 했다고 진술했다. 시어도어 루스벨트 대령은 나중에 고지 정상의 스페인 진지를 성공적으로 점령한 공로의 많은 부분을 파커의 기발한 개틀링 건 분견대 활용에 돌렸다. "파커는 전 캠페인에서 다른 어떤 사람보다 더 많은 공로를 인정받을 자격이 있다고 생각합니다... 그는 기관총의 가능성을 꿰뚫어 보는 희귀한 판단력과 선견지명을 가지고 있었습니다. 그는 그 후 자신의 노력으로 그것을 전방에 가져와 공격과 방어 모두에서 전장에서 귀중한 역할을 할 수 있음을 증명했습니다." 루스벨트는 총의 쿵쾅거리는 소리가 부대원들의 사기를 높였다고 언급했다. "이렇게 발포하는 동안 갑자기 우리 귀에 특이한 북소리가 들려왔습니다. 한두 명이 '스페인 기관총이다!'라고 외쳤지만, 잠시 듣고 나서 저는 벌떡 일어나 '개틀링이다, 제군들! 우리 개틀링이다!'라고 외쳤습니다. 즉시 병사들은 열렬히 환호하기 시작했는데, 그 소리가 너무나 고무적이었기 때문입니다."
지속적인 사격 속에서 병사들이 열사병으로 쓰러지면서 진격은 느려졌다. 우드 여단과 캐럴 여단의 나머지 장교들은 사격 속에서 함께 뭉쳤다. 흑인 병사들로만 구성된 버팔로 솔저 정규군이 언덕 꼭대기를 향해 돌진할 때, 부대들은 뒤섞였다. 이 공격에 참여한 제10대대 장교 중 한 명인 존 J. 퍼싱 중위는 나중에 미국 육군에서 살아있는 장교가 달성할 수 있는 가장 높은 계급에 도달했다. 퍼싱은 나중에 다음과 같이 회상했다.
...전체 지휘부는 마치 총알 소리가 벌들의 윙윙거림인 것처럼 침착하게 전진했다. 백인 연대, 흑인 연대, 정규군과 러프 라이더스[즉, 의용군]는 북부와 남부의 젊은 남성들을 대표하며, 인종이나 피부색에 개의치 않고, 전 남부군 지휘관이 지휘하든 아니든 개의치 않고, 오직 미국인으로서의 공동의 의무만을 생각하며 어깨를 나란히 싸웠다.

미군 대형(제10, 3, 1의용군)이 케틀 언덕 정상에 도달했을 때, 그들은 스페인 방어 진지 내에서 짧은 백병전을 벌였고, 이 시점에서 스페인군은 퇴각했다. 대부분의 보고서는 케틀 언덕 정상에 도달한 첫 번째 미국 병사를 제10기병대의 조지 베리 병장으로 지목하며, 그는 제10기병대와 제3기병대의 전투 깃발을 정상으로 가져갔다. 이는 케틀 언덕에서 제10기병대와 함께 싸웠고 루스벨트 대령이 정상에 도착했을 때 그 자리에 있었던 퍼싱의 기록에 의해 뒷받침된다. 정치와 인종 차별은 쿠바 전투에서 아프리카계 미국인들의 참여에 대한 많은 신화를 낳았다.
토머스 H. 라이닝 소위는 러프 라이더스 중 처음으로 언덕 꼭대기에 도달하여 러프 라이더스 깃발로 병사들을 격려한 공로를 인정받았다.
산후안 고지의 리나레스 장군 부대는 케틀 언덕 정상의 새로 점령된 미국군 진지에 사격을 가했다. 미국군은 참호에 있는 스페인군에게 반격했다. 제10기병대가 이끄는 제1보병여단의 "자발적인 진격"을 본 휠러 장군(전선으로 복귀한 후)은 켄트 장군에게 전 사단을 진격시키고 제3여단에게 공격을 명령했다. 켄트는 에즈라 P. 에워스 중령이 실질적으로 지휘하는 제3보병여단을 전진시켜 고지에 성공적으로 도달한 진격에 합류시켰다."병사들이 돌아오기 전에 영토 내 신문들은 애리조나가 (조지) 트루먼 병장이 산후안 고지의 첫 번째 미군 병사였다는 구별을 주장했다. 병사들이 돌아오자 이 진술은 상승이 이루어질 때 트루먼과 함께 있었고 가까이 있었던 B소대의 미들턴, 오웬스, 노턴 상사에 의해 확인되었다."

### 스페인군의 반격
틀:Third-party
산후안 언덕 공격을 목격한 루스벨트 대령은 케틀 언덕에서 산후안 언덕으로 가파른 협곡을 건너 현재 진행 중인 전투를 지원하기로 결정했다. 병사들에게 따라오라고 외치며 앞으로 달려갔지만, 겨우 5명의 러프 라이더스만이 자신을 따르고 있다는 것을 알았다(대부분은 그의 명령을 듣지 못했다). 루스벨트는 돌아와 더 큰 병력 그룹을 모았다. 그는 조언에 따라 케틀 언덕의 덜 가파른 서쪽 경사면을 따라 작은 석호를 지나 산후안 언덕의 북쪽 연장부를 오르기 시작할 준비를 했다. 그때쯤 고지 정상에서의 전투는 끝났다. 섬너 장군은 루스벨트를 가로막고 예상되는 반격에 대비하기 위해 즉시 케틀 언덕으로 돌아가라고 화를 내며 명령했다. 그가 돌아왔을 때, 그의 병사들은 지쳐 있었고 그의 말은 더위로 지쳐 있었다. 예상되는 반격이 왔을 때, 이 병사들은 효과적이지 못했다.
산후안 언덕 꼭대기의 스페인 진지가 점령된 후, 파커 중위의 개틀링 건 두 문은 노새에 의해 산후안 능선에 있는 점령된 진지까지 끌어올려져, 그곳에서 급히 산병선에 배치되었다. 미국군이 총을 설치하는 동안, 스페인군은 고지에 대한 대규모 반격을 시작했다. 산후안에 대한 공격은 빠르게 분쇄되었지만, 케틀 언덕의 병사들은 약 120명의 스페인 정규군으로부터 더 심각한 공격에 직면했다. 레너드 우드 대령이 제1의용대와 제3기병대를 지원하기 위해 그의 개틀링 건 한두 문을 케틀 언덕 정상으로 재배치하라는 명령을 무시하고, 파커는 대신 가장 가까운 개틀링 건(그린 병장이 조작)에게 케틀 언덕을 공격하는 600명의 적군 병사들에게 사격하라고 명령했다. 600 yd (550 m) 거리에서 그린 병장의 개틀링 건은 반격하여 공격자 중 40명을 제외하고 모두 사살했다.
반격이 격퇴된 후, 파커 중위는 케틀 언덕으로 이동하여 미국군 진지를 확인했고, 곧 마일리 중위에게 배속된 산후안의 와이글 병장과 그의 개틀링 건 팀이 합류했다. 마일리(섀프터 장군을 위해 주로 병력 진지 검사를 담당했다)는 전투 내내 와이글의 팀이 사격을 개시하는 것을 막았다. 파커는 그 후 와이글 병장과 그의 팀에게 케틀 언덕에 총을 배치하라고 명령했다. 이 개틀링 건은 케틀 언덕의 미국 방어 진지에 대한 스페인 저격수 사격을 제거하는 데 사용되었다.
산후안 언덕에 있는 두 문의 개틀링 건으로 돌아온 파커 중위는 역포병 사격을 피하기 위해 총을 도로 근처로 재배치했다. 이러한 예방 조치에도 불구하고, 총들은 강력한 스페인 6.3 in (160 mm) 포의 포격을 받았다. 파커는 적의 포를 찾아 강력한 필드 글라스를 사용하여 두 문의 개틀링 건을 조준했다. 두 문의 개틀링 건은 발포하여 약 2,000 yd (1,800 m) 거리에서 스페인 6.3 in (160 mm) 포를 침묵시켰다. 7월 4일, 파커는 그의 세 문을 산티아고 시 주변의 전투선으로 이동시키라고 명령했다. 개틀링 포차의 바퀴는 제거되었고, 개틀링 건들은 두 문의 7mm 콜트-브라우닝 기관총(루스벨트 대령의 선물)과 함께 다양한 사격 구역을 통제할 수 있는 흉벽에 배치되었다. 네 번째 개틀링 건은 수리되어 예비로 보관되었다. 그러나 그것은 곧 카노사 요새로 이동되어 산티아고 공방전 동안 도시에 6,000~7,000발을 발사하여 항복을 강요하는 데 사용되었다.

## 전후
미국군은 스페인군보다 두 배 이상의 사상자를 냈다. 스페인군은 칼날을 잃을 때까지 싸웠고, 병력의 3분의 1이 사상자로 죽었지만, 포로는 거의 내주지 않았다. 소형 화기 사격으로 인한 미군의 막대한 사상자를 감안하여, 육군은 소형 화기 무기고를 업데이트하고 현대화하기로 결정했다. .45-70 및 M1892(크라그) 스프링필드 소총은 새로운 마우저 방식의 .30-03 (나중에 .30-06 스프링필드) M1903 스프링필드 소총으로 신속하게 교체되었고, 남아있는 .30 아미 개틀링 건은 1909년에 M1909 베네-메르시 기관총으로 교체되었다.
1898년 7월 1일 일찍 전투에 합류했어야 할 로턴 사단은 다음 날인 1898년 7월 2일 정오가 되어서야 도착했는데, 이는 엘카네이 전투에서 예상치 못한 강한 저항에 부딪혔기 때문이었다. 미국군은 쿠바 반군의 도움을 받아 즉시 산티아고 공방전을 시작했고, 이 도시는 불과 2주 후인 1898년 7월 17일에 항복했다. 루스벨트와 러프 라이더스가 승리로 상당한 명성을 얻었지만, 다른 병사들은 그리 성공적이지 못했다. 오드는 당대 대중 언론에서 그의 행동에 대한 인정을 받지 못했다. 육군은 그의 지휘관과 지휘 장군의 영웅적인 행동에 대한 메달 요청을 거부했다.

## 참고 문헌
- Armstrong, David A. (1982). 《Bullets and Bureaucrats: The Machine Gun and the United States Army, 1861–1916》 (영어). ABC-CLIO. ISBN 978-0-313-23029-5.
- Carrasco García, Antonio, En Guerra con Los Estados Unidos: Cuba, 1898, Madrid: 1998.
- Clodfelter, M. (2017). 《Warfare and Armed Conflicts: A Statistical Encyclopedia of Casualty and Other Figures, 1492–2015》 4판. McFarland. ISBN 978-0786474707.
- 노피, 앨버트 A., The Spanish American War, 1898, 1997.
- Parker, John H. (2006년 7월 1일). 《The Gatlings at Santiago》 (영어). Echo Library. ISBN 978-1-84702-393-3.
- Roosevelt, Theodore. The Rough Riders.
- Schubert, Frank N. (1998). 《Buffalo Soldiers at San Juan Hill》. Conference of Army Historians. U.S. Army Center of Military History. 2008년 10월 23일에 원본 문서에서 보존된 문서. 2010년 2월 8일에 확인함.